# Артюков, Фёдор Герасимович
Фёдор Герасимович Артюков (1779 — 14 октября 1851, Севастополь) — российский вице-адмирал, участник Афонского морского сражения.

## Биография
Фёдор Герасимович Артюков воспитывался в Морском кадетском корпусе, откуда, в 1798 году, был выпущен в мичманы. По окончании Морского кадетского корпуса служил на Балтийском флоте.
В 1798—1800 годах на корабле «Мстислав» участвовал в экспедиции к берегам Англии и Голландии. В 1804—1808 годах на корабле «Святая Елена» под командованием капитана 2-го ранга Быченского участвовал во Второй Архипелагской экспедиции под командованием вице-адмирала Д. Н. Сенявина и в сражениях с турецким флотом при Дарданеллах и у Афонской горы. 26 ноября 1811 года в чине лейтенанта, Артюков был награждён за проведение 18 морских полугодовых кампаний орденом Святого Георгия 4-го класса (№ 2380 по списку Григоровича — Степанова).
В 1817—1818 годах командовал транспортом «Урал» (по другим источникам — в 1817—1819 гг.) перевозя грузы из Кронштадта в Архангельск и обратно. В 1820—1822 годах состоял при главном командире Астраханского порта вице-адмирале А. Ф. Клокачеве. В 1826—1830 годах состоял помощником капитана над Архангельским портом и потом начальником тамошнего морского госпиталя. В 1834 году командуя новопостроенным кораблем «Остроленка» совершил переход из Архангельска в Кронштадт. В чине капитана 1-го ранга командовал кораблями в Балтийском море.
6 октября 1836 года был произведён в контр-адмиралы, с переводом в Черноморский флот, где имел свой флаг в качестве эскадренного начальника, что продолжалось по 1845 год, когда Артюков получил назначение сперва членом общего присутствия черноморского интендантства, а потом, с 1849 года, со времени производства в вице-адмиралы, состоял председателем комитета по устройству в Севастополе сухих доков, и в этой последней должности находился до дня своей смерти. 5 декабря 1841 года награждён орденом Святого Станислава I степени. В 1845 году пожалован орденом Св. Анны I степени.

## Семья
- Сын Артюков Фёдор Федор — контр-адмирал (8 апр. 1885), командир шхун «Салгирь» (1857-1859) и «Пицунда» (1867-1871), пароходов «Турок» (1861-1865), «Тамань» (1866-1867) и «Эльборус» (1875-1884), участник обороны Севастополя и русско-турецкой войны 1877-1878 гг.
- Сын Константин (1828 — 1866) — капитан-лейтенант, командир транспорта «Воин», участник обороны Севастополя.
- Сын Николай (ум. 1867) - лейтенант флота, участник обороны Севастополя.
- Сын Владимир — капитан-лейтенант, участник обороны Севастополя.
- Сын Сергей (р. 1841) — капитан 1 ранга, командир пароходов «Дочка» (1876-1878), «Батюшка» (1879-1882) и шхуны «Келасуры».
- дочь Анастасия Фёдоровна – жена капитана 1-го ранга Алексея Алексеевича Беклешова.
- дочь София Фёдоровна

## Память
В честь Ф. Г. Артюкова названы:
- мыс Артюхова (название наносится на карты с искажением фамилии), Карское море, Новая Земля, мыс описан и нанесён на карту в 1832 году П. К. Пахтусовым, им же присвоено название мысу по фамилии капитана 1 ранга Ф. Г. Артюкова[2].
- остров Артюхова (название наносится на карты с искажением фамилии), Карское море, Новая Земля[2].